# Liste der Bodendenkmale in Enge-Sande
In der Liste der Bodendenkmale in Enge-Sande sind die Bodendenkmale der Gemeinde Enge-Sande nach dem Stand der Bodendenkmalliste des Archäologischen Landesamts Schleswig-Holstein von 2016 aufgelistet. Die Baudenkmale sind in der Liste der Kulturdenkmale in Enge-Sande aufgeführt.
| Denkmal-ID           | Befundart | Bezeichnung                             | Zeitstellung            | Lage | Bemerkungen | Bild           |
| -------------------- | --------- | --------------------------------------- | ----------------------- | ---- | ----------- | -------------- |
| aKD-ALSH-Nr. 001 339 | Altweg    | Weg/Furt/Wasserstraße/Hafen „Ochsenweg“ | Vor- und Frühgeschichte | ·    |             | weitere Bilder |